# Cloudbuster
Un cloudbuster (ou cloud buster) est un dispositif conçu par le psychanalyste autrichien Wilhelm Reich, qui assurait qu'il pouvait rééquilibrer l'humidité d'un milieu géographique par une modification de l'état de ce qu'il appelle l'« orgone » (énergie vitale) présent dans l'atmosphère. L'appareil devait être utilisé de la même manière qu'un paratonnerre : qui transfère l'orgone d'un endroit du ciel vers un matériau susceptible de l'absorber, comme un plan d'eau ou un puits, provoquant ainsi soit la formation de nuages et de pluie, soit la dissolution des nuages de tempêtes. Reich a mené des dizaines d'expériences avec son cloudbuster, dont celle de reverdir un désert.

## Histoire
Juste avant le déclenchement de la Seconde Guerre mondiale, Whilhem Reich s'installe à New York où il émet l'hypothèse de l'orgone, une force vitale responsable de la gravité, des conditions météorologiques, des émotions et de la santé. Il décide de construire des accumulateurs d'orgone et 10 ans plus tard conçoit le « cloudbuster » dans la Maine. Reich attire ensuite l'attention de la Food and Drug Administration (FDA) qui doute de la sécurité de l'appareil et obtient une injonction pour l'empêcher d'expédier des accumulateurs d'orgone hors du Maine. Un des associés de Reich viole l'injonction et la FDA ordonne la destruction des appareils, brochures et livres sur le sujet alors que Reich est condamné à deux ans de prison.

## Description
Face à la tombe de Wilhelm Reich, réside la structure d’un cloudbuster à Rangeley, Maine. Le cloudbusteur (têteur d'éther) est un dispositif constitué d'un réseau de tubes métalliques creux parallèles objectivement dirigés vers le ciel, qui sont reliés à l’extrémité "terrestre" à des tuyaux flexibles métalliques de diamètre égal ou légèrement inférieur destinés à être plongés dans l'eau d'une rivière ou d'un puits,. En variante, l'arrière des tubes est réuni en un seul tuyau de grand diamètre d'où émerge un flexible métallique dont l'extrémité ouverte devait être en contact avec de l'« eau vive », que Reich pensait être une "mise à la terre" naturelle de l'orgone. Les tubes sont destinés à être dirigés vers le ciel pour attirer cette énergie au sol comme un paratonnerre.

## Culture populaire
- Cet appareil a eu une certaine diffusion dans le public et est à l'origine de la chanson « Cloudbusting » de la chanteuse britannique Kate Bush sortie en 1985. La chanson décrit l'arrestation et l'incarcération de Reich à travers les yeux de son fils, Peter, qui a écrit plus tard le mémoire A Book of Dreams en 1973. Un cloudbuster, ne ressemblant que superficiellement à l'authentique, fut construit pour la vidéo de la chanson[4]. Conçu par Terry Gilliam et Kate Bush comme un court film narratif plutôt qu'un clip vidéo traditionnel, il fut réalisé par Julian Doyle[5]. La vidéo met en vedette l'acteur Donald Sutherland en tant que Reich et Bush en tant que son fils, Peter.
- Le titre du groupe Hawkwind Orgone acumulator fait référence au même accumulateur d'orgone.